# Attilio Ariosti
Attilio Ariosti (ur. 5 listopada 1666 w Bolonii, zm. ok. 1729 w Londynie) – kompozytor włoski. Komponował głównie opery, a także oratoria i muzykę instrumentalną. Nieznana jest data śmierci kompozytora. Według różnych źródeł było to w 1729, 1730 lub 1740.

## Życiorys
Ariosti pobierał lekcje gry na organach i skrzypcach. W roku 1689 minoryci przyjęli go do swego zakonu, W roku 1692 uzyskał pierwszy stopień zakonny (diakon) i został organistą w kościele S. Maria dei Servi (Bolonia). Poprzez komponowanie oratorów miał pierwszy kontakt z muzyka sceniczną.
Jego pierwsza opera została wystawiona w roku 1697 (Wenecja). Od 1697 do 1703 był kompozytorem dworskim (Berlin), gdzie powstały dalsze opery. Między 1703 a 1709 służył cesarzowi Józefowi I Habsburgowi, który zanim został cesarzem był generalnym agentem Austrii we Włoszech.
Po roku 1715 przeszły sukcesy wystawień jego oper w Paryżu i Londynie, gdzie w końcu przyćmił go Georg Friedrich Händel. W roku 1719 pracował z Händlem nad nowym rodzajem kantat dla Royal Academy of Music (Londyn). Ariosti przybliżył londyńskim kompozytorom nowy instrument – violę d’amore.
Ostatnie lata życia spędził w Bolonii.

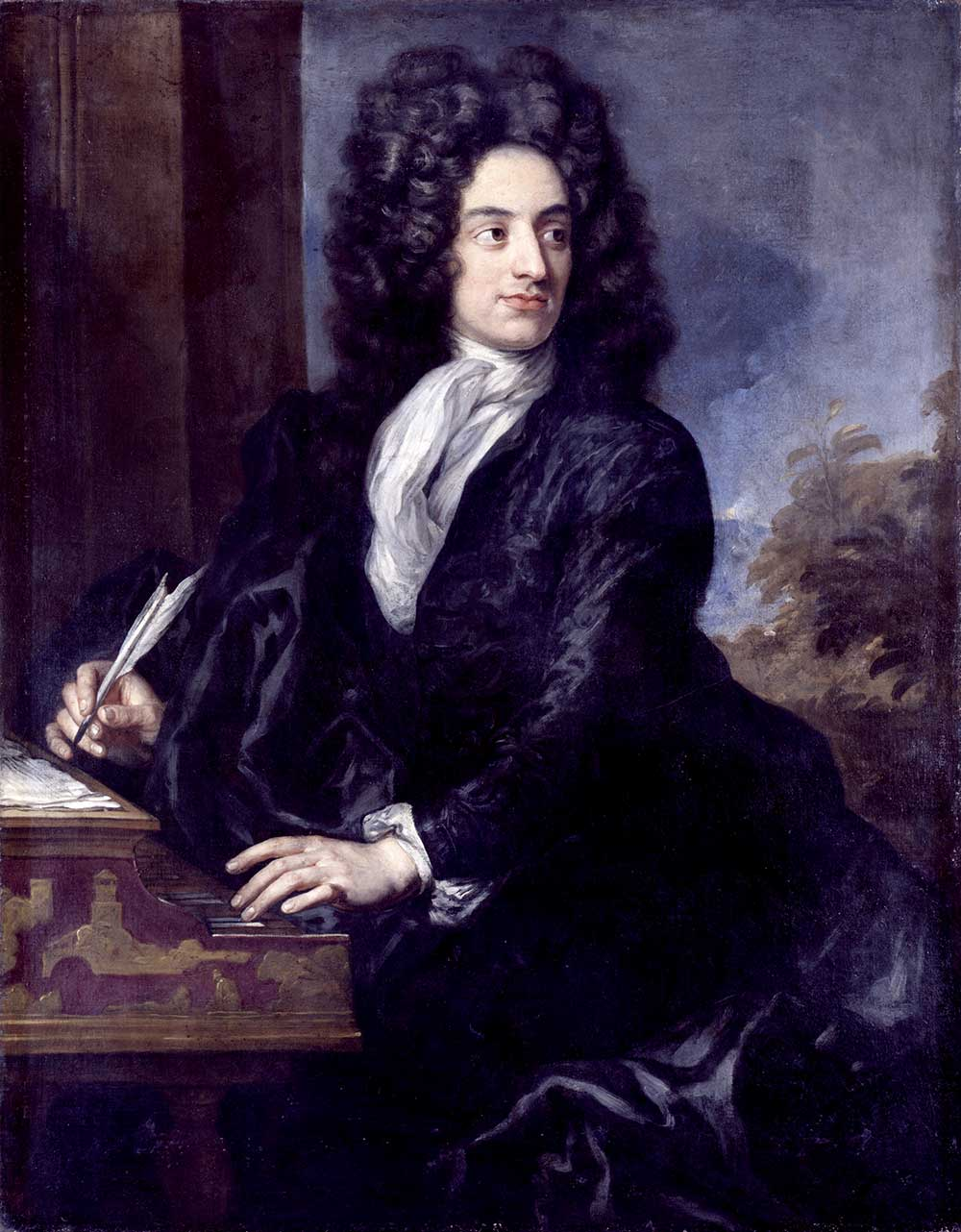
Attilio Ariosti

## Dzieła
Ariosti napisał około 25 oper w stylu, w jakim komponowali Jean-Baptiste Lully i Alessandro Scarlatti.
- Opery
  - Tirsi, z Antonio Lotti i Antonio Caldara, libretto autorstwa Apostolo Zeno (Wenecja 1696)
  - Erfile, libretto - Giambattista Neri (Wenecja 1697)
  - Atys o L'inganno vinto dalla costanza, libretto - Ortensio Mauro (Berlin 1700)
  - La fede ne' tradimenti, libretto - Gerolamo Gigli (Berlin 1701)
  - Le Fantome Amoreux, jednoaktowa opera, libretto - Ortensio Mauro (Berlin 1701)
  - La più gloriosa fatica di Ercole, libretto - Pietro Antonio Bernardoni (Wiedeń 1703)
  - Mars und Irene, Singspiel, libretto - Christian Reuter (Berlin 1703)
  - Il bene dal male (Wiedeń 1704)
  - I gloriosi presagi di Scipione Africano, libretto - Donato Cupeda (Wiedeń 1704)
  - Marte placato, libretto - Pietro Antonio Bernardoni (Wiedeń 1704)
  - Il Danubio consolato, libretto - Pietro Antonio Bernardoni (Wiedeń 1707)
  - La gara delle antiche eroine ne' Campi Elisi, libretto - Silvio Stampiglia (Wiedeń 1707)
  - Amor tra nemici, libretto - Pietro Antonio Bernardoni (Berlin 1708, jako Almahide Londyn 1710)
  - La Placidia, libretto - Pietro Antonio Bernardoni (Wiedeń 1709)
  - Tito Manilo, libretto - Nicola Francesco Haym (Londyn 1717)
  - Caio Marzio Coriolano, libretto - Nicola Francesco Haym nach Pietro Pariati (Londyn 1723)
  - Il Vespasiano, libretto - Nicola Francesco Haym według Giulio Cesare Corradi (Londyn 1724)
  - Aquilio consolo - Friedrich Chrysander (Londyn 1724)
  - Artaserse, libretto - Nicola Francesco Haym według Apostolo Zeno i Pietro Pariati (Londyn 1724)
  - Dario, libretto - Francesco Silvani (Londyn 1725)
  - Lucio Vero, imperator di Roma, libretto - Apostolo Zeno (Londyn 1727)
  - Teuzzone, libretto - Apostolo Zeno (Londyn 1727)

- Balet
  - La Festa del Hymeneo, libretto - Ortensio Mauro (Berlin 1700)

- Oratorium
  - La Passione, libretto - C. Arnoaldi (Modena 1693, Wien 1694)
  - Santa Rodegonda, regina di Francia, libretto - Giambattista Taroni (Bolonia 1694)
  - Le profezie di Eliseo nell'assedio di Samaria, libretto - Giambattista Neri (Bolonia 1704)
  - La madre de Maccabei (Wiedeń 1704)
  - Nabucodonosor, libretto - Pietro Antonio Bernardoni (Bolonia 1706)

- Muzyka instrumentalna
  - Divertimenti da Camera für Violine und Violincello (wydane w Bolonii w 1695)
  - 57 parti per Viola d'amore, pod tytułem Receuil de pièces pour la Viole d'Amour znane dzięki odpisowi, jaki sporządził szwedzki kompozytor barokowy Johan Helmich Roman, który przebywał w Londynie od 1716 do 1721. Odpis znajduje się W Szwedzkiej Bibliotece Królewskiej (Sztokholm).